# Suddivisione amministrativa dello Heilongjiang
La provincia dello Heilongjiang è suddivisa amministrativamente nei seguenti tre livelli:
- 13 prefetture (地区 dìqū)
  - 11 città con status di prefettura
  - 1 città subprovinciali
  - 1 prefettura
- 128 contee
  - 18 città con status di contea (县级市 xiànjíshì)
  - 45 contee (县 xiàn)
  - 1 contea autonoma
  - 64 distretti
- 1314 città (镇 zhèn)
  - 475 città (镇 zhèn)
  - 400 comuni (乡 xiāng)
  - 58 comuni etnici (民族乡 mínzúxiāng)
  - 381 sotto-distretti (街道办事处 jiēdàobànshìchù)

| Prefettura                                                  | Contee, distretti e città         | Contee, distretti e città | Contee, distretti e città    |
| Prefettura                                                  | Nome                              | Cinese (S)                | Pinyin                       |
| ----------------------------------------------------------- | --------------------------------- | ------------------------- | ---------------------------- |
| Harbin 哈尔滨市 Hā'ěrbīn Shì                                | Distretto di Daoli                | 道里区                    | Dàolǐ Qū                     |
| Harbin 哈尔滨市 Hā'ěrbīn Shì                                | Distretto di Nangang              | 南岗区                    | Nángǎng Qū                   |
| Harbin 哈尔滨市 Hā'ěrbīn Shì                                | Distretto di Daowai               | 道外区                    | Dàowài Qū                    |
| Harbin 哈尔滨市 Hā'ěrbīn Shì                                | Distretto di Pingfang             | 平房区                    | Píngfáng Qū                  |
| Harbin 哈尔滨市 Hā'ěrbīn Shì                                | Distretto di Songbei              | 松北区                    | Sōngběi Qū                   |
| Harbin 哈尔滨市 Hā'ěrbīn Shì                                | Distretto di Xiangfang            | 香坊区                    | Xiāngfáng Qū                 |
| Harbin 哈尔滨市 Hā'ěrbīn Shì                                | Distretto di Hulan                | 呼兰区                    | Hūlán Qū                     |
| Harbin 哈尔滨市 Hā'ěrbīn Shì                                | Distretto di Acheng               | 阿城区                    | Àchéng Qū                    |
| Harbin 哈尔滨市 Hā'ěrbīn Shì                                | Distretto di Shuangcheng          | 双城区                    | Shuāngchéng Qū               |
| Harbin 哈尔滨市 Hā'ěrbīn Shì                                | Contea di Yilan                   | 依兰县                    | Yīlán Xiàn                   |
| Harbin 哈尔滨市 Hā'ěrbīn Shì                                | Contea di Fangzheng               | 方正县                    | Fāngzhèng Xiàn               |
| Harbin 哈尔滨市 Hā'ěrbīn Shì                                | Contea di Bin                     | 宾县                      | Bīnxiàn                      |
| Harbin 哈尔滨市 Hā'ěrbīn Shì                                | Contea di Bayan                   | 巴彦县                    | Bāyàn Xiàn                   |
| Harbin 哈尔滨市 Hā'ěrbīn Shì                                | Contea di Mulan                   | 木兰县                    | Mùlán Xiàn                   |
| Harbin 哈尔滨市 Hā'ěrbīn Shì                                | Contea di Tonghe                  | 通河县                    | Tōnghé Xiàn                  |
| Harbin 哈尔滨市 Hā'ěrbīn Shì                                | Contea di Yanshou                 | 延寿县                    | Yánshòu Xiàn                 |
| Harbin 哈尔滨市 Hā'ěrbīn Shì                                | Shangzhi                          | 尚志市                    | Shàngzhì Shì                 |
| Harbin 哈尔滨市 Hā'ěrbīn Shì                                | Wuchang                           | 五常市                    | Wǔcháng Shì                  |
| Qiqihar 齐齐哈尔市 Qíqíhā'ěr Shì                            | Distretto di Longsha              | 龙沙区                    | Lóngshā Qū                   |
| Qiqihar 齐齐哈尔市 Qíqíhā'ěr Shì                            | Distretto di Jianhua              | 建华区                    | Jiànhuá Qū                   |
| Qiqihar 齐齐哈尔市 Qíqíhā'ěr Shì                            | Distretto di Tiefeng              | 铁峰区                    | Tiěfēng Qū                   |
| Qiqihar 齐齐哈尔市 Qíqíhā'ěr Shì                            | Distretto di Ang'angxi            | 昂昂溪区                  | Áng'ángxī Qū                 |
| Qiqihar 齐齐哈尔市 Qíqíhā'ěr Shì                            | Distretto di Fularji              | 富拉尔基区                | Fùlā'ěrjī Qū                 |
| Qiqihar 齐齐哈尔市 Qíqíhā'ěr Shì                            | Distretto di Nianzishan           | 碾子山区                  | Niǎnzishān Qū                |
| Qiqihar 齐齐哈尔市 Qíqíhā'ěr Shì                            | Distretto daur di Meilisi         | 梅里斯达斡尔族区          | Méilǐsī Dáwò'ěrzú Qū         |
| Qiqihar 齐齐哈尔市 Qíqíhā'ěr Shì                            | Contea di Longjiang               | 龙江县                    | Lóngjiāng Xiàn               |
| Qiqihar 齐齐哈尔市 Qíqíhā'ěr Shì                            | Contea di Yi'an                   | 依安县                    | Yī'ān Xiàn                   |
| Qiqihar 齐齐哈尔市 Qíqíhā'ěr Shì                            | Contea di Tailai                  | 泰来县                    | Tàilái Xiàn                  |
| Qiqihar 齐齐哈尔市 Qíqíhā'ěr Shì                            | Contea di Gannan                  | 甘南县                    | Gānnán Xiàn                  |
| Qiqihar 齐齐哈尔市 Qíqíhā'ěr Shì                            | Contea di Fuyu                    | 富裕县                    | Fùyù Xiàn                    |
| Qiqihar 齐齐哈尔市 Qíqíhā'ěr Shì                            | Contea di Keshan                  | 克山县                    | Kèshān Xiàn                  |
| Qiqihar 齐齐哈尔市 Qíqíhā'ěr Shì                            | Contea di Kedong                  | 克东县                    | Kèdōng Xiàn                  |
| Qiqihar 齐齐哈尔市 Qíqíhā'ěr Shì                            | Contea di Baiquan                 | 拜泉县                    | Bàiquán Xiàn                 |
| Qiqihar 齐齐哈尔市 Qíqíhā'ěr Shì                            | Nehe                              | 讷河市                    | Nēhé Shì                     |
| Jixi 鸡西市 Jīxī Shì                                        | Distretto di Jiguan               | 鸡冠区                    | Jīguān Qū                    |
| Jixi 鸡西市 Jīxī Shì                                        | Distretto di Hengshan             | 恒山区                    | Héngshān Qū                  |
| Jixi 鸡西市 Jīxī Shì                                        | Distretto di Didao                | 滴道区                    | Dīdào Qū                     |
| Jixi 鸡西市 Jīxī Shì                                        | Distretto di Lishu                | 梨树区                    | Líshù Qū                     |
| Jixi 鸡西市 Jīxī Shì                                        | Distretto di Chengzihe            | 城子河区                  | Chéngzǐhé Qū                 |
| Jixi 鸡西市 Jīxī Shì                                        | Distretto di Mashan               | 麻山区                    | Máshān Qū                    |
| Jixi 鸡西市 Jīxī Shì                                        | Contea di Jidong                  | 鸡东县                    | Jīdōng Xiàn                  |
| Jixi 鸡西市 Jīxī Shì                                        | Hulin                             | 虎林市                    | Hǔlín Shì                    |
| Jixi 鸡西市 Jīxī Shì                                        | Mishan                            | 密山市                    | Mìshān Shì                   |
| Hegang 鹤岗市 Hègǎng Shì                                    | Distretto di Xiangyang            | 向阳区                    | Xiàngyáng Qū                 |
| Hegang 鹤岗市 Hègǎng Shì                                    | Distretto di Gongnong             | 工农区                    | Gōngnóng Qū                  |
| Hegang 鹤岗市 Hègǎng Shì                                    | Distretto di Nanshan              | 南山区                    | Nánshān Qū                   |
| Hegang 鹤岗市 Hègǎng Shì                                    | Distretto di Xing'an              | 兴安区                    | Xīng'ān Qū                   |
| Hegang 鹤岗市 Hègǎng Shì                                    | Distretto di Dongshan             | 东山区                    | Dōngshān Qū                  |
| Hegang 鹤岗市 Hègǎng Shì                                    | Distretto di Xingshan             | 兴山区                    | Xìngshān Qū                  |
| Hegang 鹤岗市 Hègǎng Shì                                    | Contea di Luobei                  | 萝北县                    | Luóběi Xiàn                  |
| Hegang 鹤岗市 Hègǎng Shì                                    | Contea di Suibin                  | 绥滨县                    | Suíbīn Xiàn                  |
| Shuangyashan 双鸭山市 Shuāngyāshān Shì                      | Distretto di Jianshan             | 尖山区                    | Jiānshān Qū                  |
| Shuangyashan 双鸭山市 Shuāngyāshān Shì                      | Distretto di Lingdong             | 岭东区                    | Lǐngdōng Qū                  |
| Shuangyashan 双鸭山市 Shuāngyāshān Shì                      | Distretto di Sifangtai            | 四方台区                  | Sìfāngtái Qū                 |
| Shuangyashan 双鸭山市 Shuāngyāshān Shì                      | Distretto di Baoshan              | 宝山区                    | Bǎoshān Qū                   |
| Shuangyashan 双鸭山市 Shuāngyāshān Shì                      | Contea di Jixian                  | 集贤县                    | Jíxián Xiàn                  |
| Shuangyashan 双鸭山市 Shuāngyāshān Shì                      | Contea di Youyi                   | 友谊县                    | Yǒuyì Xiàn                   |
| Shuangyashan 双鸭山市 Shuāngyāshān Shì                      | Contea di Baoqing                 | 宝清县                    | Bǎoqīng Xiàn                 |
| Shuangyashan 双鸭山市 Shuāngyāshān Shì                      | Contea di Raohe                   | 饶河县                    | Ráohé Xiàn                   |
| Daqing 大庆市 Dàqìng Shì                                    | Distretto di Sartu                | 萨尔图区                  | Sà'ěrtú Qū                   |
| Daqing 大庆市 Dàqìng Shì                                    | Distretto di Longfeng             | 龙凤区                    | Lóngfèng Qū                  |
| Daqing 大庆市 Dàqìng Shì                                    | Distretto di Ranghulu             | 让胡路区                  | Rànghúlù Qū                  |
| Daqing 大庆市 Dàqìng Shì                                    | Distretto di Honggang             | 红岗区                    | Hónggǎng Qū                  |
| Daqing 大庆市 Dàqìng Shì                                    | Distretto di Datong               | 大同区                    | Dàtóng Qū                    |
| Daqing 大庆市 Dàqìng Shì                                    | Contea di Zhaozhou                | 肇州县                    | Zhàozhōu Xiàn                |
| Daqing 大庆市 Dàqìng Shì                                    | Contea di Zhaoyuan                | 肇源县                    | Zhàoyuán Xiàn                |
| Daqing 大庆市 Dàqìng Shì                                    | Contea di Lindian                 | 林甸县                    | Líndiàn Xiàn                 |
| Daqing 大庆市 Dàqìng Shì                                    | Contea autonoma mongola di Dorbod | 杜尔伯特蒙古族自治县      | Dù'ěrbótè měnggǔzú Zìzhìxiàn |
| Yichun 伊春市 Yīchūn Shì                                    | Distretto di Youhao               | 友好区                    | Yǒuhǎo Qū                    |
| Yichun 伊春市 Yīchūn Shì                                    | Distretto di Yimei                | 伊美区                    | Yīměi Qū                     |
| Yichun 伊春市 Yīchūn Shì                                    | Distretto di Wucui                | 乌翠区                    | Wūcuì Qū                     |
| Yichun 伊春市 Yīchūn Shì                                    | Distretto di Jinlin               | 金林区                    | Jīnlín Qū                    |
| Yichun 伊春市 Yīchūn Shì                                    | Contea di Jiayin                  | 嘉荫县                    | Jiāyīn Xiàn                  |
| Yichun 伊春市 Yīchūn Shì                                    | Contea di Tangwang                | 汤旺县                    | Tāngwàng Xiàn                |
| Yichun 伊春市 Yīchūn Shì                                    | Contea di Fenglin                 | 丰林县                    | Fēnglín Xiàn                 |
| Yichun 伊春市 Yīchūn Shì                                    | Contea di Nancha                  | 南岔县                    | Nánchà Xiàn                  |
| Yichun 伊春市 Yīchūn Shì                                    | Contea di Daqingshan              | 大箐山县                  | Dàqìngshān Xiàn              |
| Yichun 伊春市 Yīchūn Shì                                    | Tieli                             | 铁力市                    | Tiělì Shì                    |
| Jiamusi 佳木斯市 Jiāmùsī Shì                                | Distretto di Xiangyang            | 向阳区                    | Xiàngyáng Qū                 |
| Jiamusi 佳木斯市 Jiāmùsī Shì                                | Distretto di Qianjin              | 前进区                    | Qiánjìn Qū                   |
| Jiamusi 佳木斯市 Jiāmùsī Shì                                | Distretto di Dongfeng             | 东风区                    | Dōngfēng Qū                  |
| Jiamusi 佳木斯市 Jiāmùsī Shì                                | Distretto di Jiao                 | 郊区                      | Jiāoqū                       |
| Jiamusi 佳木斯市 Jiāmùsī Shì                                | Contea di Huanan                  | 桦南县                    | Huànán Xiàn                  |
| Jiamusi 佳木斯市 Jiāmùsī Shì                                | Contea di Huachuan                | 桦川县                    | Huàchuān Xiàn                |
| Jiamusi 佳木斯市 Jiāmùsī Shì                                | Contea di Tangyuan                | 汤原县                    | Tāngyuán Xiàn                |
| Jiamusi 佳木斯市 Jiāmùsī Shì                                | Tongjiang                         | 同江市                    | Tóngjiāng Shì                |
| Jiamusi 佳木斯市 Jiāmùsī Shì                                | Fujin                             | 富锦市                    | Fùjǐn Shì                    |
| Jiamusi 佳木斯市 Jiāmùsī Shì                                | Fuyuan                            | 抚远市                    | Fǔyuǎn Shì                   |
| Qitaihe 七台河市 Qītáihé Shì                                | Distretto di Xinxing              | 新兴区                    | Xīnxīng Qū                   |
| Qitaihe 七台河市 Qītáihé Shì                                | Distretto di Taoshan              | 桃山区                    | Táoshān Qū                   |
| Qitaihe 七台河市 Qītáihé Shì                                | Distretto di Qiezihe              | 茄子河区                  | Qiézihé Qū                   |
| Qitaihe 七台河市 Qītáihé Shì                                | Contea di Boli                    | 勃利县                    | Bólì Xiàn                    |
| Mudanjiang 牡丹江市 Mǔdānjiāng Shì                          | Distretto di Dong'an              | 东安区                    | Dōng'ān Qū                   |
| Mudanjiang 牡丹江市 Mǔdānjiāng Shì                          | Distretto di Yangming             | 阳明区                    | Yángmíng Qū                  |
| Mudanjiang 牡丹江市 Mǔdānjiāng Shì                          | Distretto di Aimin                | 爱民区                    | Àimín Qū                     |
| Mudanjiang 牡丹江市 Mǔdānjiāng Shì                          | Distretto di Xi'an                | 西安区                    | Xī'ān Qū                     |
| Mudanjiang 牡丹江市 Mǔdānjiāng Shì                          | Contea di Linkou                  | 林口县                    | Línkǒu Xiàn                  |
| Mudanjiang 牡丹江市 Mǔdānjiāng Shì                          | Suifenhe                          | 绥芬河市                  | Suífēnhé Shì                 |
| Mudanjiang 牡丹江市 Mǔdānjiāng Shì                          | Hailin                            | 海林市                    | Hǎilín Shì                   |
| Mudanjiang 牡丹江市 Mǔdānjiāng Shì                          | Ning'an                           | 宁安市                    | Níng'ān Shì                  |
| Mudanjiang 牡丹江市 Mǔdānjiāng Shì                          | Muling                            | 穆棱市                    | Mùlíng Shì                   |
| Mudanjiang 牡丹江市 Mǔdānjiāng Shì                          | Dongning                          | 东宁市                    | Dōngníng Shì                 |
| Heihe 黑河市 Hēihé Shì                                      | Distretto di Aihui                | 瑷珲区                    | Àihún Qū                     |
| Heihe 黑河市 Hēihé Shì                                      | Contea di Xunke                   | 逊克县                    | Xùnkè Xiàn                   |
| Heihe 黑河市 Hēihé Shì                                      | Contea di Sunwu                   | 孙吴县                    | Sūnwú Xiàn                   |
| Heihe 黑河市 Hēihé Shì                                      | Bei'an                            | 北安市                    | Běi'ān Shì                   |
| Heihe 黑河市 Hēihé Shì                                      | Wudalianchi                       | 五大连池市                | Wǔdàliánchí Shì              |
| Heihe 黑河市 Hēihé Shì                                      | Nenjiang                          | 嫩江市                    | Nènjiāng shì                 |
| Suihua 绥化市 Suíhuà Shì                                    | Distretto di Beilin               | 北林区                    | Běilín Qū                    |
| Suihua 绥化市 Suíhuà Shì                                    | Contea di Wangkui                 | 望奎县                    | Wàngkuí Xiàn                 |
| Suihua 绥化市 Suíhuà Shì                                    | Contea di Lanxi                   | 兰西县                    | Lánxī Xiàn                   |
| Suihua 绥化市 Suíhuà Shì                                    | Contea di Qinggang                | 青冈县                    | Qīnggāng Xiàn                |
| Suihua 绥化市 Suíhuà Shì                                    | Contea di Qing'an                 | 庆安县                    | Qìng'ān Xiàn                 |
| Suihua 绥化市 Suíhuà Shì                                    | Contea di Mingshui                | 明水县                    | Míngshuǐ Xiàn                |
| Suihua 绥化市 Suíhuà Shì                                    | Contea di Suiling                 | 绥棱县                    | Suíléng Xiàn                 |
| Suihua 绥化市 Suíhuà Shì                                    | Anda                              | 安达市                    | Āndá Shì                     |
| Suihua 绥化市 Suíhuà Shì                                    | Zhaodong                          | 肇东市                    | Zhàodōng Shì                 |
| Suihua 绥化市 Suíhuà Shì                                    | Hailun                            | 海伦市                    | Hǎilún Shì                   |
| Prefettura di Daxing'anling 大兴安岭地区 Dàxīng'ānlǐng Dìqū | Distretto di Jiagedaqi            | 加格达奇行政区            | Jiāgédáqí Xíngzhèngqū        |
| Prefettura di Daxing'anling 大兴安岭地区 Dàxīng'ānlǐng Dìqū | Distretto di Songling             | 松岭行政区                | Sōnglǐng Xíngzhèngqū         |
| Prefettura di Daxing'anling 大兴安岭地区 Dàxīng'ānlǐng Dìqū | Distretto di Xinlin               | 新林行政区                | Xīnlín Xíngzhèngqū           |
| Prefettura di Daxing'anling 大兴安岭地区 Dàxīng'ānlǐng Dìqū | Distretto di Huzhong              | 呼中行政区                | Hūzhōng Xíngzhèngqū          |
| Prefettura di Daxing'anling 大兴安岭地区 Dàxīng'ānlǐng Dìqū | Mohe                              | 漠河市                    | Mòhé Shì                     |
| Prefettura di Daxing'anling 大兴安岭地区 Dàxīng'ānlǐng Dìqū | Contea di Huma                    | 呼玛县                    | Hūmǎ Xiàn                    |
| Prefettura di Daxing'anling 大兴安岭地区 Dàxīng'ānlǐng Dìqū | Contea di Tahe                    | 塔河县                    | Tǎhé Xiàn                    |